# سبيزي
سبيزي Spezi (النطق الألماني: أوشبي أوشمتسي) هو اسم العلامة التجارية لمشروب غازي يملكه براوهاوس ريجيل في أوغسبورغ ألمانيا.  سبيزي هي علامة تجارية عامة ويستخدم الاسم كمصطلح عام لمزيج من الكولا وصودا البرتقال في معظم البلدان الناطقة بالألمانية.
وعندما تم تسجيل العلامة التجارية في عام 1956 حيث قام ريجيل ببيع البيرة في البداية تحت اسم العلامة التجارية. منذ عام 1970 وتم إنتاج سبيزي وتعبئتها من قبل مصانع الجعة المحلية المختلفة بموجب اتفاقية الامتياز.  وتم بث أول إعلان تلفزيوني رسمي سبيزي كولا أورانج في عام 1989 
حيث قامت معظم الشركات الكبيرة المصنعة للمشروبات ببيع منتجات مماثلة، على الرغم من أن معظمها في ألمانيا والنمسا وسويسرا. ومن الأمثلة على ذلك شويب شواب بيبسي كولا أو ميزو ميكس من قبل شركة كوكا كولا على الرغم من أن معظم سلاسل متاجر البقالة تبيع إصدارات العلامة التجارية العامة من المشروب أيضا، وعادة ما تسمى "كولا ميكس".
يحتوي سبيزي على الماء، شراب الجلوكوز والفركتوز، السكر، مركز عصير البرتقال (2.3٪)، عصير الليمون من مركز عصير الليمون (0.8٪)، ثاني أكسيد الكربون، لون الكراميل، حمض الفوسفوريك وحمض الستريك، النكهة الطبيعية، الكافيين، مستخلص الحمضيات، صمغ الجراد (مثبت). هناك أيضا إصدارات مختلفة، بما في ذلك نسخة خالية من السكر.